# でらしね
『でらしね』は、2004年公開の日本映画。

## あらすじ
妻子に逃げられ生きる目的を失った水木譲司（奥田瑛二）は、ダンボールの紙片に描いた絵を売るホームレスの画家。その才能に目をつけた画商の今日子（黒沢あすか）は画壇にデビューさせようとするが、彼は断る。そんな中、酒に溺れる譲司の肉体は病魔に蝕まれていた。

## キャスト
- 奥田瑛二
- 黒沢あすか
- 益岡徹
- 三谷昇
- 田鍋謙一郎

## スタッフ
- プロデューサー：竹村和晃
- 配給：ライズピクチャーズ